# Santa María del Rosario (Cuba)
Santa María del Rosario. Es el segundo consejo popular correspondiente al municipio Cotorro, en la provincia La Habana, en Cuba.

## Ubicación
Limita geográficamente por el norte con el municipio Guanabacoa, al este con la provincia La Habana, al oeste con la localidad San Francisco de Paula perteneciente al municipio San Miguel del Padrón, por el sur con el Consejo Popular Magdalena - Torriente, al sureste con el Consejo Popular Alberro y al suroeste con el Consejo Popular San Pedro - Cotorro.

## Origen
Santa María del Rosario es una de las pocas Ciudades Condales (fundada por condes) de Cuba. El 4 de abril de 1732 se expide Real Cédula a favor de José Bayona Chacón Fernández de Córdoba y Castellón, Primer Conde de Casa Bayona y es fundada el 14 de abril de 1732, por orden de Felipe V. Su ayuntamiento quedó constituido en 1733.
En la fundación de Santa María del Rosario la sublevación de esclavos en el Ingenio Quiebra Hacha significó una causa importante, desde el punto de vista económico, fundar este poblado retribuiría los beneficios que el Conde Casa Bayona perdía cuando quedó construido el ingenio.
Contó como primeros alcaldes ordinarios de la ciudad con Joseph Herrera y Fernando Martínez, nombrados por el Conde Casa Bayona en representación del Rey. También quedaron elegidos otras autoridades como el alguacil, el procurador general y los primeros moradores que acordes a las disposiciones de la Real Cédula debían ser legítimos españoles.
Sus principales construcciones dispuestas alrededor de las cuatro calles que delimitaban la Plaza de Armas en sus inicios eran el Ayuntamiento, la Iglesia Parroquial, el Cuartel y la Casa de los Condes de Casa Bayona, el resto de las edificaciones eran casas de mampostería, madera y yagua con techos de guano o tejas.
Con el desarrollo del poblado se crearon sus barrios que dieron lugar a lo que es hoy el municipio. Cambute, Ciudad Grillo, San Antonio y San Pedro del Cotorro, fundado este último en 1822, su nombre está relacionado con una bodega que fungía como posta para diligencia. Como actividades económicas fundamentales durante el siglo XVIII se consideran la ganadería y el cultivo menor.
La radicación del ferrocarril entre los años 1822 y 1898, y la construcción de la Carretera Central (1926 a 1930) posibilitaron un desarrollo industrial que serían sus características económicas fundamentales. La década de los 50 con el establecimiento de industrias propicia un mayor desarrollo económico y social.
Industrias como Antillana de Acero, llamada en sus inicios “Cabillas Cubanas”, la Cervecería Modelo del Cotorro construida por la Compañía de los Bacardí, hoy Guido Pérez mártir del 9 de abril de 1958, la Fábrica Textil Facute, propiedad de alemanes y posteriormente de americanos, la Gomera Industrial construida por la U.S Royal que se dedicó a producir zapatos, son ejemplo de cómo la producción industrial significa una causa del desarrollo económico y urbano del municipio.
El municipio Cotorro cuenta con tres asentamientos poblacionales importantes: Sta María del Rosario, Cotorro-Loma de Tierra y Cuatro Caminos. Es precisamente a partir de 1959 que alcanza un desarrollo urbano y demográfico notorio.
Se incrementan las áreas industriales (Antillana de Acero, Complejo Lácteo) y residenciales ejecutados por el sistema de microbrigadas de Alberro.
El poblado de Santa María que dio origen al municipio Cotorro mantiene su relevancia dados sus valores patrimoniales, fundamentados desde el punto de vista histórico arquitectónicos y urbanísticos.

## Lugares Relevantes

### Iglesia
La Iglesia que desde su construcción hasta nuestros días es un elemento distintivo de Santa María del Rosario se comenzó a construir en 1760 y se terminó en 1766. Bautizada por el Obispo Espada, Don Juan José Díaz de Espada el 12 de febrero de 1812 como la "Catedral de los Campos de Cuba". Fue declarada Monumento Nacional en 1946.
Sus archivos son un verdadero tesoro; también sus catacumbas. El altar mayor, verdadero monumento del arte colonial, considerado como único en Cuba, es de proporciones gigantescas: 10 metros de ancho por 15 de alto, y está enclavado en un hermoso prebisterio, cuyo piso original era de mármol. Con 55 metros de largo por 25 metros de ancho, la nave crucero atesora once altares, nueve de los cuales son de estilo chirruguiresco, labrados en cedro imitando mármol y con dorados de oro de 22 quilates. Ilustres personalidades han visitado la iglesia: Pedro Agustín Morell de Santa Cruz, el Obispo Espada, Ignacio Agramonte, Alejo Carpentier, la Reina Sofía de España, por citar solo algunos.
La iglesia posee también los frescos, pintados en las pechinas de la nave, pintados por el primer pintor cubano de renombre: José Nicolás de la Escalera. En uno de ellos puede verse la primera representación de un negro en la pintura de la Isla, pues se trata del esclavo del primer Conde de Casa Bayona que le indicara el sitio en que se encontraban las aguas medicinales curativas.

### Balneario
Otro de los sitios de gran interés en Santa María es el balneario, el cual cuenta con aguas y fangos minero-medicinales.
Cuenta la leyenda que allá por el año 1727, el primer Conde de Casa Bayona, enfermó de la gota, y que un esclavo, cada tarde, le traía agua de cierto manantial, con la cual lavaba las piernas enfermas de su amo, lo que hizo finalmente que este sanara. Lo cierto es que, desde entonces, se conocen las propiedades curativas de esas aguas que muchos llamaron milagrosas, y que llegan hasta hoy convertidas en un importante centro de salud del territorio.
El balneario, creado en 1835, según reza en una tarja del edificio -algunos sostienen que fue antes, en 1827- está enclavado en un entorno casi paradisíaco, cuyo paisaje, sosiego y microclima, son de por sí una eficaz medicina para el espíritu. Los valores arquitectónicos de la edificación, con su amplio portal de arcadas de medio punto, son significativos.
Aunque en la época republicana (1902-1959) se hizo una caracterización científica de las aguas del balneario, nos remitiremos, por razones obvias, a la realizada a principios de la década del 90. De ella resulta que son aguas cloruradas, bicarbonatadas, sulfhídricas y/o sulfuradas. Estas características son las que dan las pautas para la curación o alivio de distintas dolencias. Se ha demostrado científicamente que las aguas del balneario son eficaces en el tratamiento de las enfermedades del Sistema músculo – esquelético, tanto las de origen degenerativo –las Artrosis–, como las de origen inmunoalérgico: Artritis. Además, las aguas han demostrado su efectividad en Enfermedades dermatológicas en todas sus modalidades, tanto agudas como crónicas; incluso, en Enfermedades cardiovasculares, respiratorias y del Aparato genitourinario. Han despertado gran interés científico sus posibilidades en la infertilidad. Actúan benéficamente, además, en el Sistema endocrino –incluida la Diabetes melito-, La gota, el Sistema homolinfopoyético, así como el Sistema nervioso central, tanto degenerativo o de origen incidental.
Los fangos minero – medicinales son empleados para sanar o aliviar enfermedades y, por sus enriquecedores efectos sobre la piel, como factores de belleza.
Como se ve, las aguas, legendaria y popularmente llamadas milagrosas, son una realidad científica de incalculable valor, que convierte al balneario rosareño en uno de los más importantes del país y de significación a escala internacional. Por eso, los resareños son celosos en el rescate y conservación de esta apreciada reliquia del territorio.

### Otros sitios
1. Terreno de béisbol, en el cual se celebran actividades deportivas y algunos juegos de la "Copa Antillana de Acero".
2. Empresa "La Española", entidad dedicada a la creación embutidos con marca TAURO.
3. Restaurante "El Mesón" (Antigua casa de los Condes de Bayona), centro recreativo el cual cuenta con restaurante cabaret nocturno.
4. Casa de Cultura de Santa María, conocida popularemente como Casa Comunal del Santa María es el principal centro cultural del territorio.

## Eventos
Fiesta de las Flores
La tradición como aspecto de la vida cultural de un pueblo, que por su práctica se convierte en una costumbre, al ser habitual celebrarla en la misma fecha y con igual motivación.
El fundamento para la realización de esta fiesta no descansa, como algunos han pensado en una tradición de la época de los Condes de Casa Bayona, ya que en la revisión de documentos relativos al siglo XVIII se han encontrado que desde 1733, año de fundación de la Ciudad, fueron aprobadas las celebraciones anuales y todas tenían carácter religioso.
La celebración de la Fiesta de las Flores descansa en la antiquísima celebración del advenimiento de la Primavera, estimulada por alguno de los Patronatos de Fomento Local que existieron en Santa María del Rosario y que tenían entre sus objetivos el mejoramiento social, de ahí la venta de papeletas mediante la compra de flores. Es muy probable que la venta de flores por esta vía, en especial este primer domingo de Mayo, dedicado a la Virgen del Rosario, Patrona de la Ciudad, persiguiera un noble fin comunitario.
Palo encebado
En la Fiesta de las Flores se celebran varias actividades tradicionales en las que compiten los pobladores del territorio, entre ellas encontramos:
- El Vals de las Flores, en el participan jóvenes muchachas seleccionándose la Reina de las Flores.
- Evento la Flor de Cristal, en el que los habitantes del territorio presentan arreglos florales y el mejor es premiado con la Flor de Cristal.
- El puerco encebado, consiste en soltar un pequeño puerquito untado con cebo, el que logre agarrarlo gana la competición.
- El Palo encebado, consiente subir hasta la punta de un palo untado con cebo, el ganador es el que logre subir hasta el lugar más alto. El hecho cierto es, que aun siendo del siglo XX es una tradición local que ha cambiado algo su forma de realización.

## Desarrollo Social

### Educación
Presenta varias escuelas, secundaria tenemos a: Turcios Lima, y también tiene escuelas primarias.

### Salud
Posee una posta médica llamada Efraín Mayor, la cual brinda servicios especiales médicos a la población que reside en la localidad.

### Cultura
Posee la Biblioteca Municipal Antonio Bachiller y Morales, encargada de posibilitar misceláneas  a la población, enriqueciendo así el nivel cultural de los habitantes.

## Desarrollo Económico
Posee varias empresas que ayudan a la producción del país, tanto como a la región. Tenemos la Empresa de Aluminio,La Facute y algunos Centros gastronómicos.